# 李耀光 (1970年)
李耀光（1970年10月—），中華人民共和國政治人物，北京人，1992年11月加入中国共产党，1993年7月参加工作，首都师范大学法律专业大学毕业，北京工业大学管理科学与工程专业在职研究生，管理学博士，高级政工师。曾任江苏省人民政府副省长，现任中共江苏省委常委、省委政法委书记，省公安厅党委书记、厅长、督察长。

## 生平
李耀光早年曾任北京市委政法委组织处副处长、干部处副处长、办公室主任，北京市公安局顺义分局政委，北京市通州区委常委、市公安局通州分局局长等职务。2016年12月，任北京市通州区人民政府副区长，市公安局通州分局局长。2017年6月，任北京市公安局副局长。2019年4月，任北京市公安局党委副书记（正局级）、副局长。2022年5月，调任江苏省公安厅党委书记、厅长、督察长。2023年1月，任江苏省人民政府副省长、党组成员，省公安厅党委书记、厅长、督察长，省委政法委副书记。
2024年11月15日，升任中共江苏省委常委。同年11月28日，辞去江苏省人民政府副省长职务。11月30日兼任江苏省委政法委书记。